# Batracomorphus montanus
Batracomorphus montanus är en insektsart som beskrevs av Evans 1972. Batracomorphus montanus ingår i släktet Batracomorphus och familjen dvärgstritar. Inga underarter finns listade i Catalogue of Life.